# Baía da Traição
Baía da Traição est une ville brésilienne du littoral nord de l'État de la Paraíba.
Elle se situe par une latitude de 06° 41' 16" sud et par une longitude de 34° 56' 09" ouest, à une altitude de 2 mètres. Sa population était estimée à 7 630 habitants en 2007. La municipalité s'étend sur 102 km2.

## Histoire
C'est dans la baie alors appelée "Baía da Traição" que premier échange entre les Amérindiens et Hollandais du Brésil a probablement eu lieu, vers 1625. Les habitants du littoral ont pris contact avec le skipper et cartographe Boudewyn Hendriksz et d’autres capitaines hollandauis, comme Jan Baptist Syens, selon l'historien José Antonio Gonsalves de Mello, dans son histoire du Brésil hollandais,. Parmi le groupe de 25 Amérindiens amenés aux Pays-Bas cette année là figuraient Pieter Poti et Antonio Parapawa, les deux plus connus du groupe. 
Le second a ensuite servi en 1636 dans un groupe d'Amérindiens appelés "Brasilianen", sous le commandement du  Major Mansveldt, dans les campagnes autour d'Igarassu et a servi d'interprête à de nombreux officiers néerlandais. Le premier, Pieter Poti écrira en 1645 à  son parent Felipe Camarao que le Brésil sera dominé par la mer et donc par les Hollandais, se trompant sur le vainqueur final.
Ils sont interrogés par Hessel Gerritsz (1581 -1632), le cartographe en chef de la VOC, qui liste le nom de plusieurs d'entre eux dans un manuscrit du 20 mars 1638,, et peu après s'est joint à un voyage en 1628-1629 au Brésil et dans les Caraïbes, où il a contribué aux cartes de la Beschrijvinghe van West-Indiën ("Description des Antilles") de Johannes de Laet publiées en 1630.